# Ministrowie rybołówstwa Danii
30 grudnia 1996 roku ministerstwo rybołówstwa połączyło się z ministerstwem rolnictwa tworząc ministerstwo pożywienia i rybołówstwa.

## Lista duńskich ministrów rybołówstwa (od 1947)
| Od          | Do          | Minister rybołówstwa                              | Ur.-Zm.   |
| ----------- | ----------- | ------------------------------------------------- | --------- |
| 13 XI 1947  | 30 X 1950   | Christian Christiansen (Socialdemokraterne)       | 1895-1963 |
| 30 X 1950   | 30 IX 1953  | Knud Rée (Venstre)                                | 1895-1972 |
| 30 IX 1953  | 28 V 1957   | Christian Christiansen (Socialdemokraterne)       | 1895-1963 |
| 28 V 1957   | 21 II 1960  | Oluf Pedersen (Sprawiedliwość Danii)              | 1891-1970 |
| 21 II 1960  | 26 IX 1964  | A.C. Normann (Det Radikale Venstre)               | 1904-1978 |
| 26 IX 1964  | 8 X 1964    | H. Larsen-Bjerre (Socialdemokraterne)             | 1910-1999 |
| 8 X 1964    | 2 II 1968   | Jens Risgaard Knudsen (Socialdemokraterne)        | 1925-1997 |
| 2 II 1968   | 11 X 1971   | A.C. Normann (Det Radikale Venstre)               | 1904-1978 |
| 11 X 1971   | 27 IX 1973  | Chr. Thomsen (Socialdemokraterne)                 | 1909-2003 |
| 27 IX 1973  | 19 XII 1973 | Ib Frederiksen (Socialdemokraterne)               | 1927      |
| 19 XII 1973 | 13 II 1975  | Niels Anker Kofoed (Venstre)                      | 1929      |
| 13 II 1975  | 26 II 1977  | Poul Dalsager (Socialdemokraterne)                | 1929-2001 |
| 26 II 1977  | 26 X 1979   | Svend Jakobsen (Socialdemokraterne)               | 1935      |
| 26 X 1970   | 20 I 1981   | Poul Dalsager(Socialdemokraterne)                 | 1929-2001 |
| 20 I 1981   | 10 IX 1982  | Karl Hjortnæs (Socialdemokraterne)                | 1934      |
| 10 IX 1982  | 12 III 1986 | Henning Grove (Konserwatywna Partia Ludowa)       | 1932      |
| 12 III 1986 | 5 X 1989    | Lars P. Gammelgaard (Konserwatywna Partia Ludowa) | 1945-1994 |
| 5 X 1989    | 25 I 1993   | Kent Kirk (Konserwatywna Partia Ludowa)           | 1948      |
| 25 I 1993   | 27 IX 1994  | Bjørn Westh (Socialdemokraterne)                  | 1944      |
| 27 IX 1994  | 30 XII 1996 | Henrik Dam Kristensen (Socialdemokraterne)        | 1957      |